# Айхал
Айха́л (якут. Айхал — «слава; радость») — посёлок городского типа в Мирнинском районе Якутии, расположен в 60 км южнее города Удачный. Образован в 1961 году в связи с открытием кимберлитовой трубки «Айхал».
Население — 13 359 чел. (2023).
Кимберлитовая трубка «Айхал» (в переводе с якутского слава) была обнаружена 22 января 1960 года.

## Этимология
Название поселения Айхал имеет якутское происхождение и переводится как «слава; радость».

## География
Посёлок построен на левом берегу реки Сохсолох (в переводе с якутского река с ловушками, от сохсо — «ловушка, пасть, западня»), в которой по легенде тонули олени, перебираясь по осеннему льду.
Современный Айхал делится на две части: верхний и нижний посёлок. Нижний посёлок — старая часть, деревянные дома. Верхний посёлок — бетонные пятиэтажки.
Главное градообразующее предприятие — Айхальский ГОК, АК «АЛРОСА» (ПАО).

## История
Населённый пункт основан в 1961 году геологами Амакинской геологоразведочной экспедиции в связи с открытием трубки «Айхал». Статус посёлка городского типа — с 1962 года.

## Промышленный ядерный взрыв «Кратон-3»
В августе 1978 года на глубине 577 метров на объекте «Кратон-3» был произведён промышленный ядерный взрыв мощностью 19 килотонн (близкий по мощности бомбе, сброшенной на Хиросиму в 1945 году) по заказу Министерства геологии СССР с целью глубинного изучения земной коры методом «сейсмического зондирования». Взрыв произошёл в 39 км к востоку от Айхала. При организации взрыва были допущены нарушения. Возникло радиоактивное облако, которое накрыло посёлок с 54 жителями, пострадали также 26 участников работ.

## Население
| 1970    | 1979    | 1989    | 2002    | 2009    | 2010    | 2011    | 2012    |
| ------- | ------- | ------- | ------- | ------- | ------- | ------- | ------- |
| 5386    | ↗5440   | ↗11 552 | ↗15 782 | ↘15 746 | ↘13 727 | ↗13 744 | ↘13 597 |
| 2013    | 2014    | 2015    | 2016    | 2017    | 2018    | 2019    | 2020    |
| ↘13 594 | ↘13 396 | ↗13 408 | ↗14 057 | ↘13 962 | ↘13 683 | ↗13 855 | ↗13 898 |
| 2021    | 2023    |         |         |         |         |         |         |
| ↘13 370 | ↘13 359 |         |         |         |         |         |         |

## Климат
Климат района субарктический с чётко выраженными чертами континентальности. Характерна температурная инверсия.
В долинах формируются более низкие температуры воздуха. Разница достигает максимума при безветрии в 2-5° на каждые 100 м подъёма.
| Показатель                    | Янв. | Фев. | Март | Апр. | Май  | Июнь | Июль | Авг. | Сен. | Окт. | Нояб. | Дек. | Год   |
| ----------------------------- | ---- | ---- | ---- | ---- | ---- | ---- | ---- | ---- | ---- | ---- | ----- | ---- | ----- |
| Средний суточный максимум, °C | −38  | −30  | −15  | −4   | 6    | 17   | 22   | 17   | 8    | −7   | −27   | −34  | −7    |
| Средний суточный минимум, °C  | −45  | −41  | −34  | −21  | −6   | 4    | 6    | 3    | −3   | −17  | −35   | −41  | −19   |
| Норма осадков, мм             | 5,6  | 5,4  | 7    | 8,6  | 16,5 | 30,2 | 33,7 | 31,2 | 22   | 16,6 | 10,3  | 6,2  | 193,3 |
| Источник: MSN Weather         |      |      |      |      |      |      |      |      |      |      |       |      |       |

## Вечная мерзлота
Айхал расплоложен в зоне сплошного распространения многолетнемёрзлых пород («вечной мерзлоты»). Среднегодовые температуры грунтов на глубине 9-15 м (т. н. нулевых годовых амплитуд) изменяются от −3° до −6°. Мощность криолитозоны варьирует в пределах 800—1100 м, а в верховьях р. Мархи достигает 1500 м. Летом грунты в районе оттаивают на 0,5-2,5 м. Щебнистые грунты, лишённые растительности, в отдельные годы протаивают на 2,5-3,0 м, а торфяники в долинах рек Сохсолоох, Марха, в озёрных котловинах протаивают всего на 0,5 м.

## Инфраструктура
На территории посёлка расположены: 
- Две общеобразовательные школы СОШ № 5, СОШ № 23. ПТУ № 30, МКОУ «ЦДОД „Надежда“» с 1975 г. 6 детских садов. ГБУ РС(Я). В Айхале работает Муниципальное казённое образовательное учреждение «Центр дополнительного образования детей» с 1975 года.
- Айхальская городская больница.
- Айхальское отделение полиции.
- Дворец культуры «Северное сияние».
- Спортивный комплекс с бассейном «Дельфин».
- Салоны красоты и магазины.

## СМИ
Радиостанции:
- 101,4 — Детское радио
- 101,9 — Радио Алмазный край
- 102,5 — Радио НВК «Саха»

Телевидение:
- 3 — Алмазный край
- 12 — ТВ Центр
- 26 — DVB-T2 (1 мультиплекс) (РТС 50 Вт, 43 м)
- 28 — DVB-T2 (2 мультиплекс) (РТС 50 Вт, 43 м)
- 34 — Матч ТВ

## Религия
В посёлке действует православный храм Рождества Христова (настоятель — иерей Иоанн Серкин). Также в посёлке возвели мечеть.